# Lepthyphantes kaszabi
Lepthyphantes kaszabi är en spindelart som beskrevs av Jörg Wunderlich 1995. Lepthyphantes kaszabi ingår i släktet Lepthyphantes och familjen täckvävarspindlar.
Artens utbredningsområde är Mongoliet. Inga underarter finns listade i Catalogue of Life.